# Херонімо Поблете
Херонімо Гастон Поблете (ісп. Gerónimo Gastón Poblete, нар. 2 січня 1993, Тупунгато, Аргентина) — аргентинський футболіст, опорний півзахисник еміратського клубу «Аль-Васл».

## Кар'єра
Поблете розпочав свою дорослу кар'єру в 2011 році в аргентинській Прімері у команді «Колон» і 4 рази був на лавці запасних команди протягом сезону 2011/12. Дебютував за першу команду 16 лютого 2014 року в грі проти «Аргентинос Хуніорс». У своєму наступному матчі проти цієї ж команди, у вересні 2014 року, Поблете забив свій перший гол за «Колон», допомігши перемогти суперника з рахунком 2:0 Після вильоту команди до другого дивізіону Херонімо став основним гравцем клубу і допоміг свої команді з першої ж спроби повернутись до еліти.
4 липня 2017 року, після ста семи матчів за «Колон», Поблете у статусі вільного агента переїхав до Франції і підписав чотирирічний контракт з «Мецом». Дебютував аргентинець у Лізі 1 5 серпня в грі проти «Генгама» (1–3). Втім у ця команда вилетіла з вищого дивізіону, посівши останнє 20 місце у сезоні 2017/18, тому 11 серпня Поблете повернувся до Аргентини і два сезони на правах оренди захищав кольори «Сан-Лоренсо». Поблете повернувся до «Меца» в червні 2020 року, але за основну команду більше не грав і лише двічі зіграв за резервну команду у Національному чемпіонаті 2, четвертому дивізіоні країни.
29 жовтня 2020 року Поблете розірвав контракт з «Мецом» і повернувся в Південну Америку, ставши гравцем чилійської команди «Депортес Ла-Серена». Дебютував за нову команду 15 листопада у домашній грі проти «Уачипато», після чого зіграв ще у 15 іграх до кінця року, допомігши команді уникнути плей-оф за виліт через кращу різницю м'ячів.
19 лютого 2021 року Поблете повернувся на батьківщину і підписав контракт з «Велесом Сарсфілдом», за який протягом сезону 2021 року зіграв 26 ігор у чемпіонаті і ще 4 гри у Кубку Лібертадорес, після чого був у статусі вільного агента.
16 січня 2022 року підписав контракт з харківським «Металістом». 1 липня того ж року припинив співпрацю з харківським клубом.

## Клубна статистика
Станом на 1 січня 2022
| Клуб                 | Сезон   | Чемпіонат                | Чемпіонат | Чемпіонат | Кубок | Кубок | Кубок ліги | Кубок ліги | Міжнародні | Міжнародні | Інше | Інше  | Всього | Всього |
| Клуб                 | Сезон   | Ліга                     | Ігор      | Голів     | Ігор  | Голів | Ігор       | Голів      | Ігор       | Голів      | Ігор | Голів | Ігор   | Голів  |
| -------------------- | ------- | ------------------------ | --------- | --------- | ----- | ----- | ---------- | ---------- | ---------- | ---------- | ---- | ----- | ------ | ------ |
| «Колон»              | 2013–14 | Прімера Дивізіон         | 11        | 0         | 0     | 0     | —          | —          | —          | —          | 0    | 0     | 11     | 0      |
| «Колон»              | 2014    | Прімера B                | 20        | 1         | 2     | 0     | —          | —          | —          | —          | 0    | 0     | 22     | 1      |
| «Колон»              | 2015    | Прімера Дивізіон         | 28        | 0         | 1     | 0     | —          | —          | —          | —          | 0    | 0     | 29     | 0      |
| «Колон»              | 2016    | Прімера Дивізіон         | 14        | 1         | 1     | 0     | —          | —          | —          | —          | 0    | 0     | 15     | 1      |
| «Колон»              | 2016–17 | Прімера Дивізіон         | 29        | 0         | 1     | 0     | —          | —          | —          | —          | 0    | 0     | 30     | 0      |
| «Колон»              | Всього  | Всього                   | 102       | 2         | 5     | 0     | —          | —          | 0          | 0          | 0    | 0     | 107    | 2      |
| «Мец»                | 2017–18 | Ліга 1                   | 25        | 0         | 2     | 0     | 2          | 0          | —          | —          | 0    | 0     | 29     | 0      |
| «Мец»                | 2018–19 | Ліга 2                   | 1         | 0         | 0     | 0     | 0          | 0          | —          | —          | 0    | 0     | 0      | 0      |
| «Мец»                | Всього  | Всього                   | 26        | 0         | 2     | 0     | 2          | 0          | —          | —          | 0    | 0     | 30     | 0      |
| «Сан-Лоренсо»        | 2018–19 | Прімера Дивізіон         | 12        | 0         | 2     | 0     | 1          | 0          | 7          | 0          | 0    | 0     | 22     | 0      |
| «Сан-Лоренсо»        | 2019–20 | Прімера Дивізіон         | 19        | 0         | 0     | 0     | 1          | 0          | 2          | 0          | 0    | 0     | 22     | 0      |
| «Сан-Лоренсо»        | Всього  | Всього                   | 31        | 0         | 2     | 0     | 2          | 0          | 9          | 0          | 0    | 0     | 44     | 0      |
| «Мец II»             | 2020–21 | Національний чемпіонат 2 | 2         | 0         | —     | —     | —          | —          | —          | —          | 0    | 0     | 2      | 0      |
| «Депортес Ла-Серена» | 2020    | Прімера Дивізіон         | 16        | 0         | 0     | 0     | —          | —          | —          | —          | 0    | 0     | 16     | 0      |
| «Велес Сарсфілд»     | 2021    | Прімера Дивізіон         | 26        | 0         | 0     | 0     | —          | —          | 4          | 0          | 0    | 0     | 30     | 0      |
| Загалом              | Загалом | Загалом                  | 203       | 2         | 9     | 0     | 4          | 0          | 13         | 0          | 0    | 0     | 229    | 2      |